# Folkets Dagblad
Folkets Dagblad (kinesisk: 人民日报, Rénmín rìbào) er Kinas kommunistiske partis officielle partiorgan. Med et oplag på 3-4 millioner er det Kinas største dagblad.
Avisen udkom første gang den 15. juni 1948 i Pingshan i Hebei som regional partiavis, men flyttede til Peking i marts året efter.
Avisen udarbejder også interne nyhedsrapporter (neican) forbeholdt ledende politikere og embedsmænd.